# Chajber
Chajber, Przełęcz Chajberska (paszto Kotalı Xyber, urdu darra-e-Khaybar, ang. Khyber Pass, dawniej Khaiber Pass) − przełęcz w górach Hindukusz o długości 53 km, łącząca Pakistan z Afganistanem, położona na wysokości ok. 1070 m n.p.m.
Przebiega przez nią historyczny szlak łączący Azję Środkową i Południową. W 327 r. p.n.e. prawdopodobnie przez tę przełęcz przechodził Aleksander Wielki, a w 1398 roku wojska Timura. W latach 70 XX wieku uciekało tędy wielu uchodźców szukających schronienia w Afganistanie. Obecnie przechodzi przez nią ważna strategicznie droga łącząca Kabul z Peszawarem, w latach 2001–2021 będąca jednym ze szlaków zaopatrzeniowych dla wojsk koalicji stacjonujących w Afganistanie.